# Ходзьо Мототокі
Ходзьо Мототокі (北条 基時, 1286 —4 липня 1333) — 13-й сіккен Камакурського сьоґунату у 1315—1316 роках.

## Життєпис
Походив з самурайського роду Ходзьо. Син Ходзьо Токікане. Народився у 1286 році. У 1299 році після церемонії повноліття (гемпуку) отримав молодший п'ятий ранг. 1301 року призначено старшим (кітаката) з очільників Рокухара-тандай — представництва уряду (бакуфу) сьогунату в Кіото для контролю за діями імператора та його двору. 1304 року призначено керувати усіма шляхами держави.
1305 року увійшов до складу Хікіцуке (Вищого суду). 1306 року призначено тимчасовим кокусі провінції Санукі. 1308 року надано старший п'ятий ранг. 1309 року призначено 4 співголовою Хікіцуке, а 1310 року — третім, 1312 року — заступником очільника Хікіцуке. У 1314 року пішов з посади кокусі провінції Санукі.
У 1315 році після смерті Ходзьо Хіротокі, але його влада не була міцною, оскільки токусьо (головою) клану Ходзьо був Ходзьо Такатокі. У 1316 році останній став повнолітнім, тому змусив Мототокі зректися влади та подати у відставку. Новим сіккеном став Такатокі.
Про подальшу діяльність відомо замало. Під час повстання імператора Ґо-Дайґо у 1333 році брав участь у битвах проти вірнихостанньому самураїв. Того ж року очолив оборону столиці сьогунату — камакури. З огляду на поразку своїх військ Ходзьо Мототокі наклав на себе руки.